# Браг, Ида
Ида Браг, урождённая Мориц (швед. Ida Brag; 18 апреля 1866, Ангеред — 11 апреля 1921, Стокгольм) — шведская оперная певица и музыкальный педагог.

## Биография
Родилась 18 апреля 1866 года в Ангереде. Её родителями были Эдвард Мориц и Берта Юханна Хейманн. С 1883 по 1887 год Ида училась в Королевской музыкальной академии, где её преподавателем был Юлиус Гюнтер. В 1887—1888 годах она продолжила обучение в Парижской консерватории у Энрико делле Седие и Сент-Ив Бакса. Затем она преподавала пение и выступала в качестве солистки в Копенгагене.
В 1890 году состоялся дебют певицы в Королевской опере, в роли Джульетты в «Ромео и Джульетте». В числе других её ролей — Сантуцца в «Сельской чести» Масканьи, Дездемона в «Отелло», Ингеборг в «Пленённой горным духом» Хальстрёма, Аида в одноимённой опере Верди, Джильда в «Риголетто», Маргарита в «Фаусте», Елизавета в «Тангейзере», Эльза в «Лоэнгрине» и пр. Благодаря прекрасному голосу, вокальному и актёрскому мастерству она имела большой успех у публики.
В 1892 году Ида Мориц вышла замуж за оперного певца Германа Брага. У них родилась дочь Лиса, которая впоследствии также стала оперной певицей. Вместе с мужем Ида Браг уехала в Германию, где преподавала пение в Берлине и Дрездене. После начала Первой мировой войны она вернулась в Стокгольм, где также занималась преподавательской деятельностью. В числе её учеников была Брита Хетцберг.
После продолжительной болезни Ида Браг умерла в одной из больниц Стокгольма 11 апреля 1921 года.